# Erik Nordenskjöld
Erik Nordenskjöld, född den 5 maj 1869 i Myresjö församling, Jönköpings län, död den 27 november 1944 i Stockholm, var en svensk militär. Han var son till Henrik Nordenskjöld och måg till Otto Reinhold Nordenskjöld.
Nordenskjöld blev underlöjtnant vid Andra livgrenadjärregementet 1889 och genomgick krigshögskolan 1892–1894. Han befordrades till löjtnant 1894, var aspirant vid generalstaben 1895–1897, ordonnansofficer eller adjutant vid II. arméfördelningens stab 1898–1902, regementskvartermästare 1903 samt kadettofficer, lärare och kompanichef vid krigsskolan 1903–1912. Nordenskjöld blev kapten 1905, major vid Gotlands infanteriregemente 1913 samt överstelöjtnant i armén 1916 och vid Upplands infanteriregemente 1916. Han var chef för krigsskolan 1917–1921, genomförde studieresor till tyska västfronten 1918, blev överste i armén 1919, chef för Norrbottens regemente 1921, för Kronobergs regemente 1924, vid sidan av detta chef för I. infanteribrigaden 1926, på övergångsstat 1928, i reserven 1929 och beviljades avsked 1934. Nordenskjöld utgav skrifterna Ett Karlbergsår (1924), Fänriksåren (1929) och På amiralens tid (1933). Han blev riddare av Svärdsorden 1910, av Sankt Annas ordens tredje klass 1911, av Vasaorden 1912, kommendör av Sankt Olavs ordens andra klass 1918, av Svärdsordens andra klass 1922 och av Svärdsordens första klass 1926. Nordenskjöld vilar på Misterhults kyrkogård.